# Fischbach-Göslikon
Fischbach-Göslikon es una comuna suiza del cantón de Argovia, situada en el distrito de Bremgarten. Limita al norte con la comuna de Künten, al este con Eggenwil, al sureste con Bremgarten, al suroeste con Wohlen, y al oeste con Niederwil.

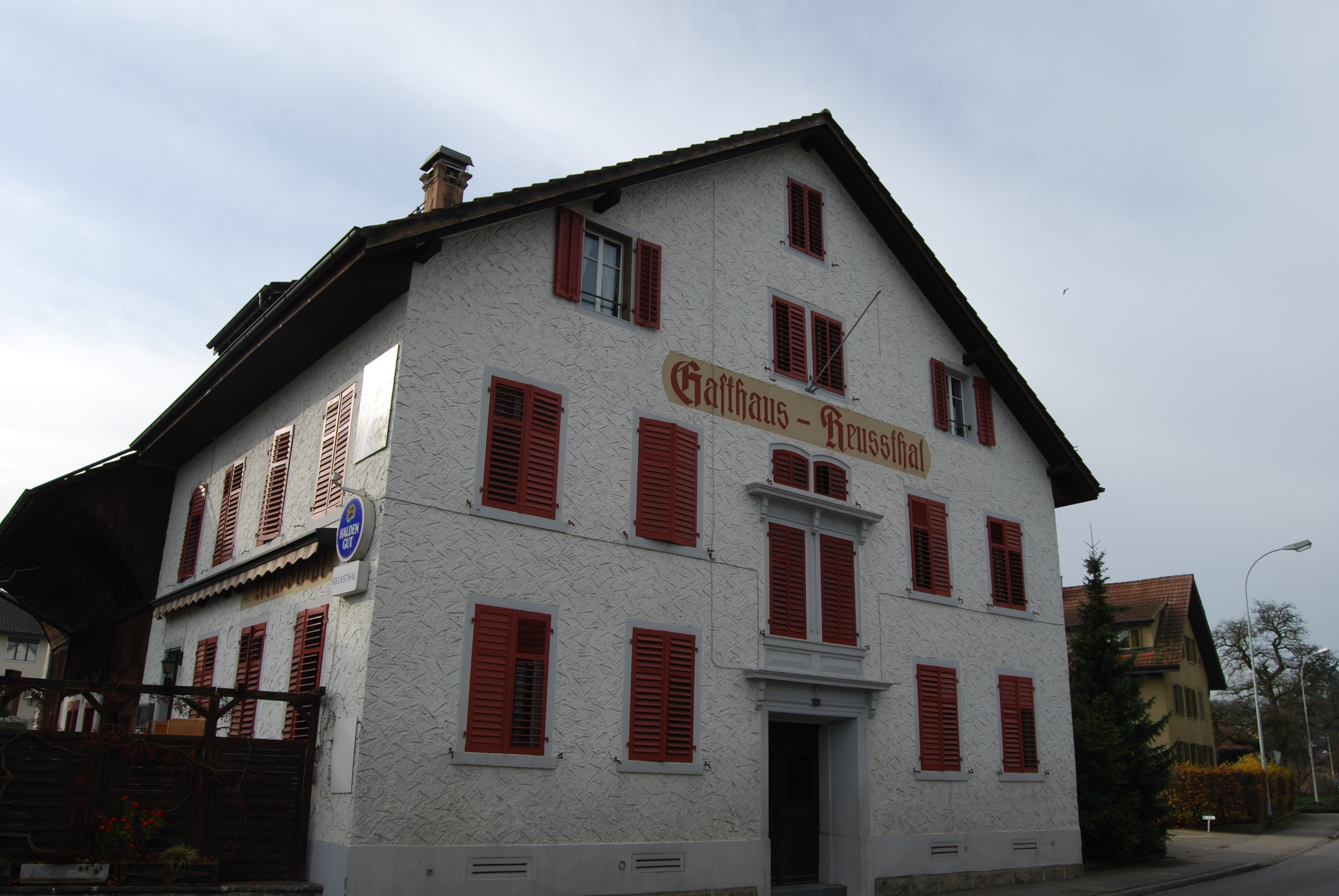
Gasthaus en Fischbach-Göslikon.